# Halecium interpolatum
Halecium interpolatum is een hydroïdpoliep uit de familie Haleciidae. De poliep komt uit het geslacht Halecium. Halecium interpolatum werd in 1907 voor het eerst wetenschappelijk beschreven door Ritchie. 